# Аверина, Мария Николаевна
Мария Николаевна Аверина (12 ноября 1922 — 5 июля 2004) — советский врач-педиатр. Герой Социалистического Труда (1969).

## Биография
Родилась 12 ноября 1922 года в селе Горелое, Тамбовского района Тамбовской области в крестьянской семье.
В 1942 году окончила Новосибирскую фельдшерско-акушерскую школу. С 1942 по 1946 годы была участницей Великой Отечественной войны в составе медицинских частей Красной Армии.
В 1952 году окончила Новосибирский медицинский институт и работала — врачом и заведующей Ярковским районным отделом здравоохранения Тюменской области.
С 1955 по 1957 годы — старший инспектор лечебного сектора Тюменского областного отдела здравоохранения. С 1957 года — участковый врач-педиатр Тюменской детской больницы № 3.
11 февраля 1961 года Указом Президиума Верховного Совета СССР «за заслуги в области охраны здоровья и трудовое отличие» М. Н. Аверина была награждена Медалью «За трудовую доблесть».
4 февраля 1969 года Указом Президиума Верховного Совета СССР «за большие заслуги в области охраны здоровья советского народа» Мария Николаевна Аверина была удостоена звания Героя Социалистического Труда с вручением Ордена Ленина и золотой медали «Серп и Молот».
Избиралась депутатом Ярковского районного и Тюменского городского Совета народных депутатов.
После выхода на заслуженный отдых, переехала в Новосибирскую область. Жила в рабочем посёлке Ордынское Ордынского района Новосибирской области.
Умерла 5 июля 2004 года.

## Награды
- Медаль «Серп и Молот» (4.02.1969);
- Орден Ленина (4.02.1969);
- Орден Отечественной войны II степени (11.03.1985);
- Медаль «За трудовую доблесть» (11.02.1961);
- Медаль «За победу над Германией в Великой Отечественной войне 1941—1945 гг.».